# Ještědský hřbet
Ještědský hřbet (332.32, niem. Jeschkengebirge, Jeschkenkamm) – pasmo górskie w  Czechach w Sudetach Zachodnich
Jest to niewielkie pasmo górskie o charakterze górskim i wyżynnym, położone w północnych Czechach. Tworzy długi, wąski grzbiet o przebiegu północny zachód – południowy wschód.
Wraz z Kozákovským hřbetem tworzy Ještědsko-kozákovský hřbet, stanowiący mezoregion Sudetów Zachodnich.
Od północnego wschodu graniczy z Kotliną Liberecką, będącą fragmentem Kotliny Żytawskiej (czes. Žitavská pánev), od południowego zachodu z wyżynami Ralská pahorkatina i Jičínská pahorkatina. Na północnym zachodzie graniczy z Górami Łużyckimi (czes. Lužické hory).
Dzieli się na:
- Kryštofovy hřbety
- Hlubocký hřbet
- Kopaninský hřbet

Pasmo górskie zbudowane jest w większości ze skał metamorficznych wieku paleozoicznego, ponadto z gruboziarnistego granitu, w kilku miejscach przebijają się na powierzchnię bazaltowe wylewy. Najwyższym wzniesieniem jest Ještěd (1012 m n.p.m.).
Ještědský hřbet jest jednym ze znaczących obszarów wypoczynkowych w Czechach. Są tu dobre warunki dla letniej turystyki pieszej i rowerowej. Podczas zimowego okresu pasmo stanowi miejsce atrakcyjne dla narciarzy z wielką liczbą tras biegowych i narciarskich, przygotowanych na tym terenie w ośrodkach narciarskich.